# Żabson
Żabson, pseudonimo di Mateusz Zawistowski (Opoczno, 2 luglio 1994), è un rapper polacco.

## Biografia
Mateusz Zawistowski è nato a Opoczno, nel voivodato di Łódź. Prima di iniziare a fare musica, ha lavorato come modello.

## Carriera
Il 14 luglio 2015 Żabson pubblica il suo primo EP, NieKumam, seguito l'anno successivo da Passion Fruits. Il 23 febbraio 2018 esce il suo primo album in studio, da titolo To ziomal, che raggiunge la terza posizione nella classifica OLiS, mentre il 15 agosto pubblica Trapollo, un nuovo EP. Nello stesso anno partecipa con i colleghi Pezet, Sitek e Sokół a Projekt tymczasem, organizzato dalla marca di birra polacca EB.
Il 31 ottobre 2019 viene reso disponibile il secondo album, Internaziomal, caratterizzato da collaborazioni con artisti di altri paesi, come Yzomandias, Vegas Jones e Lil Gotit. Nel 2021 è invece la volta di Ziomalski Mixtape, con featuring come Yzomandias, Benito e Young Leosia. L'11 marzo 2022 arriva Amfisbena, album collaborativo con Young Igi, mentre nel 2023 pubblica il suo terzo album solista, Ostatni ziomal.

## Stile musicale
Żabson ha dichiarato di essere influenzato dalla scena hip hop di Atlanta e Chicago, e di apprezzare artisti come Kanye West, Travis Scott, Young Thug e ASAP Rocky. Il suo modo di rappare è caratterizzato dalle melodie. L'artista ha affermato di non voler trasmettere messaggi profondi con la sua musica, parlando piuttosto di feste, donne e soldi nei suoi testi.

## Discografia

### Album in studio
- 2018 – To ziomal
- 2019 – Internaziomal
- 2022 – Amfisbena (con Young Igi)
- 2023 – Ostatni ziomal
- 2023 – Macrodosing (con Kronkel Dom)
- 2025 – Hollywood Smile

### Mixtape
- 2021 – Ziomalski Mixtape

### EP
- 2015 – NieKumam
- 2016 – Passion Fruits EP
- 2018 – Trapollo